# Conus maculiferus
Espèce
Conus maculiferus est une espèce de mollusques gastéropodes marins de la famille des Conidae.
Comme toutes les espèces du genre Conus, ces escargots sont prédateurs et venimeux. Ils sont capables de « piquer » les humains et doivent donc être manipulés avec précaution, voire pas du tout.

## Description
La taille de la coquille atteint 30 mm. La coquille est large, avec une courte spire et légèrement coronée. Sa couleur est blanc jaunâtre avec deux séries tournantes de marques marron longitudinales irrégulières, qui sont parfois partiellement connectées les unes aux autres dans chaque série. 

## Distribution
Cette espèce marine est présente dans la Mer Rouge.

## Taxinomie

### Publication originale
L'espèce Conus maculiferus a été décrite pour la première fois en 1833 par le naturaliste, illustrateur et conchyliologiste britannique George Brettingham Sowerby I dans « The conchological illustrations or, Coloured figures of all the hitherto unfigured recent shells »,.

### Synonymes
- Conus (Dauciconus) maculiferus G. B. Sowerby I, 1833 · appellation alternative
- Purpuriconus maculiferus (G. B. Sowerby I, 1833) · non accepté